# Wonder Man (Fox Publications)
Wonder Man è un personaggio immaginario ideato da Will Eisner ed esordito nel primo numero della serie Wonder Comics, del maggio 1939. Il personaggio è stato la prima imitazione di Superman e divenne oggetto di una causa per plagio da parte della DC Comics, detentrice dei diritti su Superman, che ne decretò legalmente la morte editoriale.

## Storia editoriale
Il personaggio esordì con una storia di 14 pagine pubblicata nel primo numero della prima serie a fumetti in formato comic book edita dalla Fox Feature Syndicate, Wonder Comics, a maggio 1939. Il personaggio di Superman era esordito solo un anno prima. All'epoca il processo che dalla ideazione portava alla pubblicazione era molto lungo ed essere riusciti a creare un plagio di una serie a fumetti in meno di un anno è stato comunque un risultato notevole. Si potrebbe ritenere che l'editore avesse avuto accesso a informazioni privilegiate e infatti il fondatore, Victor S. Fox, aveva lavorato per un certo periodo alla DC Comics, e potrebbe avere fiutato l'affare una volta viste le vendite di Superman.
Will Eisner insieme a Jerry Iger gestivano uno studio che forniva su richiesta agli editori un prodotto pronto per la pubblicazione. Gli venne data dalla Fox una sola specifica per il lavoro richiesto, ovvero che fosse simile a Superman il più possibile. Eisner rispettò le specifiche richieste anche se non fu molto contento della richiesta ma non era neanche ben consapevole dei rischi legali. Comunque il personaggio venne creato come era stato richiesto.
La DC Comics non perse tempo e denunciò subito per plagio la Fox. Eisner ricordando in una intervista della causa della DC alla Fox disse che si vide costretto a confermare le accuse; tuttavia dalla trascrizione del processo scoperta da Ken Quattro nel 2010, viene rilevato che Eisner sostenne la Fox affermando che Wonder Man era una sua originale creazione. Comunque alla fine la causa venne persa e la Fox dovette ritirare il personaggio.

## Personaggio
Il personaggio si chiamava Fred Carson, ed era un normale ragazzo che lavorava come tecnico per una compagnia chiamata International Broadcasting. Durante una vacanza in Tibet, entra in contatto con uno yogi che gli fornisce un anello magico con il quale sconfiggere il male. Indossando l'anello, Fred diveniva veloce come un proiettile e potente come una locomotiva, capace di saltare un edificio con un balzo. L'analogo di Lois Lane era Brenda Hastings, la quale disprezzava Fred ma era invece affascinata da Wonder Man.